# Face Down (아라시의 노래)
〈Face Down〉은 아라시의 38번째 싱글이다.

## 개요
전작 〈와일드 앳 하트〉로부터 약 2개월 만의 싱글. 2012년 2번째 싱글.
초회 한정반, 통상반의 2형태로의 발매.
이앨범의 타이틀곡인 Face Down은 노래로는 댄서의 투탑인 마츠모토 준과 오노 사토시가  이어부르는 곡이다. 옷은 블랙스타일로 입은다. 

## 수록곡

### 통상반
1. Face Down
작사: eltvo / Rap 작사: 사쿠라이 쇼 / 작곡: Albi Albertsson, Royce.H, Vincent Stein, Kontantin Scherer / 편곡: metropolitan digital clique, Vincent Stein, Kontantin Scherer
  - 오노 사토시 주연 후지 TV 계열 드라마 《열쇠가 잠긴 방》 주제가
2. 目指した未来へ / 목표했던 미래로
작사: Mi-n, alleztune / 작곡: / 편곡: Sachiko Miyano, Tatsuro Mashiko
3. Face Down（オリジナル・カラオケ）(오리지널 가라오케)
4. 目指した未来へ（オリジナル・カラオケ）(오리지널 가라오케)

### 초회 한정반
CD
1. Face Down
2. ひとりじゃないさ / 혼자가 아니야
작사: Task / 작곡: Shingo Asari / 편곡: Hirofumi Sasaki
3. ひとりじゃないさ（オリジナル・カラオケ）(오리지널 가라오케)

DVD
1. Face Down (비디오 클립)

## 같이 보기
- 2012년 오리콘 1위 싱글 목록